# ジョン・ストット
ジョン・ロバート・ワルムスレィ・ストット（John Robert Walmsley Stott、1921年4月27日 - 2011年7月27日）は、英国国教会司祭。福音派運動の世界的なリーダーであった。イギリスキリスト者学生会(Intervarsity Christian Fellowship)を指導した。ローザンヌ誓約(The Lausanne Covenant)の起草委員長を務め、聖公会内の福音主義運動組織(The National Evangelical Aglican Congress in the UK)の指導者を務めた。聖書通読を推進している聖書同盟(Scripture Union)の責任者。福音的な文書出版の機関であるEvangelical Literature Trustの責任的立場を務め、世界宣教と福音主義運動の旗手として第三世界の諸教会の成長発展のために奉仕を行った。卓越した講解説教者としてまた、現代的なセンスをもった神学者として知られていた。

## 経歴
- 1921年、ロンドンで貴族の内科医アーノルド・ストットとエミリー・ストットの間に生まれる。母はオール・ソールズ教会の近くのルター派の教会に通っていたが、父は不可知論者だった。
- 1929年、8歳から寄宿学校、オークレイ・ホールで学ぶ。
- 1935年、ラグビー校入学。
- 1939年、ラグビー校にいる間に、エリック・ナッシュの福音的な説教を聞いて深い感銘を受ける。それから、ナッシュに毎週手紙をかいて信仰生活の指導を仰ぐ。
- ケンブリッジ大学で学び、トリニティ・カレッジでフランス語と神学で最優秀の成績を納める。ケンブリッジの学生のクリスチャンの団体(Cambridge inter-collegiate Christian Union,CICCU)で活動する。英国国教会の牧師になるために、ケンブリッジ中のリドレー・ホール・セオロジカル・カレッジ(Ridley Hall Theological College)に転科する。
- 1945年、オール・ソールズ(All Souls)教会の副司祭になる。
- 1950年、教区司祭になる。
- 1959年、女王付牧師になる。
- 1974年、ローザンヌ世界伝道会議で発布した声明文「ローザンヌ誓約」の起草委員長を務める。この文書は福音派教会の「マグナ・カルタ（大憲章）」と評価されている。
- 1974年、第一回日本伝道会議のメインスピーカーになるため来日[1]。
- 1989年、マニラで開かれた、第二回ローザンヌ世界伝道会議の中心的推進者を務める。
- 2007年、公のミニストリーからの引退を表明。しかし、オール・ソールズ教会の名誉牧師として残る。
- 2011年7月27日に召天[2][3]。90歳没。

## 評価
ストットは福音主義運動の中で、非常に大きな影響を与えたとされ、2004年にニューヨーク・タイムズのコラムニスト、ディビッド・ブルックスはマイケル・クロマティーの発言を引用して、「もし福音主義者が教皇を選べるとしたら、ストットが一番ふさわしい人物だろう」述べている。

## 著書
- 「現代の福音的信仰－ローザンヌ誓約」(Lausanne Covenant)宇田進訳、いのちのことば社,1974年
- 「今日における聖霊の働き」(Baptism and Fullness,The Work of the Holy Spirit Today)山口昇訳、いのちのことば社、1978年
- 「まことの神、まことの人」(The authentic Jesus)渡橋喜代佳訳、いのちのことば社、1992年
- 「いま求められる牧師と信徒のあり方」石黒則年訳 いのちのことば社 ISBN 9784264012368
- 『ヨハネの手紙』 (ティンデル聖書注解) いのちのことば社
- 『今日における聖書の語りかけ』 中村和雄訳 いのちのことば社
- 「信仰入門」有賀寿訳 すぐ書房
- 『これがキリスト教です』有賀寿訳 すぐ書房
- 『地には平和』油井義昭訳 すぐ書房
- 『地の塩世の光』有賀寿訳 すぐ書房
- 『和解の務め』油井義昭訳 すぐ書房
- 『地の深みまで』ロバート・コート共著 すぐ書房
- 『ローマ人への手紙5章-8章』 聖書同盟
- 『山上の教え』CS成長センター
- 『聖書理解のためのガイドブック』 舟喜順一訳 聖書同盟
- 『空の鳥を見よ』いのちのことば社